# Трајана (Алабама)
Трајана (енгл. Triana) град је у америчкој савезној држави Алабама. По попису становништва из 2010. у њему је живело 496 становника.

## Демографија
Према попису становништва из 2010. у граду је живело 496 становника, што је 38 (8,3%) становника више него 2000. године.
| Група             | 2000.       | 2010.       |
| Белци             | 52 (11,4%)  | 103 (20,8%) |
| Афроамериканци    | 396 (86,5%) | 369 (74,4%) |
| Азијати           | 2 (0,4%)    | 0 (0,0%)    |
| Хиспаноамериканци | 1 (0,2%)    | 19 (3,8%)   |
| Укупно            | 458         | 496         |